# Snellenia capnora
Snellenia capnora är en fjärilsart som beskrevs av Turner 1913. Snellenia capnora ingår i släktet Snellenia och familjen plattmalar. Inga underarter finns listade i Catalogue of Life.